# Льюїс Нем'єр
Сер Лью́їс Нем'єр (Людвіг Бернштейн-Немировський) (англ. Lewis Bernstein Namier, нар.27 липня 1888, Воля-Окшейська, сучасне Люблінське воєводство — †19 серпня 1960, Велика Британія) — історик (Велика Британія), професор сучасної історії Манчестерського університету. Іменем професора сера Л. Немієра названа Школа істориків Англії.

## Біографія
Навчався у Львівському та Лозанському університетах і Лондонській Школі Економіки.
Виріс у східній Галичині. Емігрував до Великої Британії 1906 року (став підданим 1913 року). 1914—1915 — служив у Британських збройних силах як рядовий стрілець. До 1917 — працював у сфері урядової інформації та пропаганди. У 1917-20 — в міністерстві Закордонних справ. Брав участь в урядових делегаціях Великої Британії. Зокрема, став учасником Версальських переговорів 1919 року, де захищав, зокрема, інтереси Польщі й територій, які входили до неї. В період польсько-українського конфлікту 1918-23 років консультував британський уряд. Л. Немієр підтримував українську сторону, вважав, що «кожна ідея, яку в 1848 році сформулювали народи Габсбурзької монархії, повинна бути реалізована в той чи інший момент і в тій чи іншій формі, визначаючи напрям розвитку всього наступного століття». Л.Немієр суттєво вплинув на рішення Великої Британії щодо «лінії Керзона». Вчений відстоював належність Львова до України. Цей факт зіграв свою позитивну для України роль під час міжурядових переговорів у Тегерані та Ялті.
З 1931 по 1953 роки Л. Нем'єр працював професором Манчестерського університету й займався активною політичною діяльністю. Він став авторитетним дослідником історії європейського парламентаризму, видав ґрунтовні дослідження на цю тему. Особливу його увагу привертали події ІІ-ї Світової війни, а також, Холокост, боротьба проти ідеології нацизму, історія дипломатії тощо.
Л.Немієр вважався людиною правих поглядів (навіть вважався найреакційнішим істориком Великої Британії тогочасної доби), але протеже його був історик Ф. Тейлор — людина лівих поглядів.